# Leucon breidensis
Leucon breidensis är en kräftdjursart som beskrevs av Gamo 1987. Leucon breidensis ingår i släktet Leucon och familjen Leuconidae. Inga underarter finns listade i Catalogue of Life.